# Пак Кічанг
Пак Кічанг (англ. Park Kichang, кор. 박기창(朴基彰)) — південнокорейський дипломат. Надзвичайний і Повноважний Посол Республіки Корея в Україні та Молдові за сумісництвом.

## Життєпис
У 2016 році був Тимчасовим повіреним у справах Посольства Республіки Корея в Сербії.
31 січня 2025 року призначений Надзвичайним і Повноважним Послом Республіки Корея в Україні.
4 лютого 2025 року вручив копії вірчіх грамот Заступнику міністра закордонних справ України Євгену Перебийносу.
10 квітня 2025 року вручив вірчі грамоти Президенту України Володимиру Зеленському.